# Natalja Alexejevna av Ryssland
Natalja Alexejevna av Ryssland, född 21 juli 1714 i Sankt Petersburg, död 22 november 1728 i Moskva, var en rysk storfurstinna. Hon var dotter till Aleksej Petrovitj och Charlotta Christina av Braunschweig-Wolfenbüttel och syster till tsar Peter II av Ryssland. 
Natalja beskrivs som intelligent och godhjärtad och ska ha utövat ett gott inflytande på sin bror, som stod henne nära. Syskonparet fördes till hovet 1719 och Peter blev tsar 1727. Natalja var arvtagare till Rysslands tron efter sina fastrar Anna och Elisabet. Furst Aleksandr Mensjikov, som hade förlovat Peter II med sin dotter, försökte också, dock utan framgång, arrangera en trolovning mellan Natalja och sin son.